# 1902-es magyar labdarúgó-bajnokság (első osztály)
A 2. hivatalos, még amatőr magyar labdarúgó-bajnokságot 1902-ben rendezte meg a Magyar Labdarúgó-szövetség. A pontvadászat 5 fővárosi csapat részvételével zajlott, melyet a címvédő BTC nagy fölénnyel nyert meg. A gólkirály ismét Manno Miltiades, a legjobb játékos pedig Ordódy Béla lett.

## Története

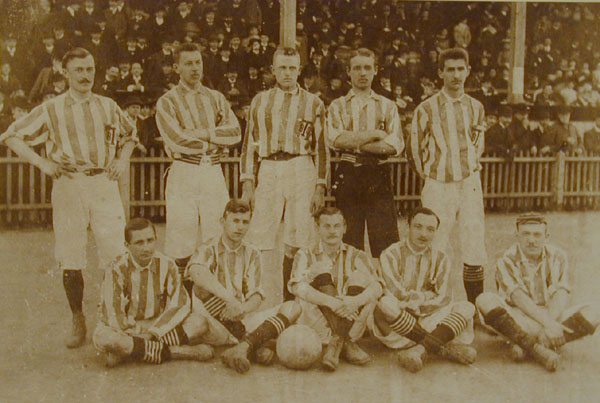
A bajnok BTC csapata

A bajnokság formája ebben a kiírásban kezdett végleges formát ölteni. Gátat szabtak annak, hogy egy játékos egyidejűleg több klubban szerepelhessen, ezért január 10-éig köteleztek minden labdarúgót arra, hogy jelentse le, melyik egyesületben óhajt majd játszani. Tisztázták az átigazolások (akkortájt átlépések) ügyét is, mely szerint csak az a játékos mehetett át másik klubba, akinek nem volt tagdíjhátraléka. Elrendelték ugyan a bajnokok díjazását, azonban erre nem került sor.
A Magyar Labdarúgó-szövetség felszólította a vidéki egyesületeket is, hogy nevezzenek a bajnokságra, ellenben lehetetlen helyzetet teremtett. Minden vidéki csapatot kötelezett volna arra, hogy saját költségén utazzon Budapestre, és a fővárosban játssza le bajnoki mérkőzéseit – hacsaknem valamelyik csapat le nem utazik hozzájuk. Utóbbinak, illetve a játékvezetők utazásának és tiszteletdíjainak költségét a vidéki egyesületeknek kellett volna viselni, ezért nem jelentkezett egy sem.
Ebben az idényben írtak ki először Szövetségi Díjat, melyre az élvonalbeli egyesületek II. csapatai (tartalékcsapatai) nevezhettek.
A pontvadászatot ebben az évben is toronymagasan a BTC csapata nyerte – továbbra is – veretlenül, csak a 33 FC elleni 2–2-es döntetlennel végződött találkozón vesztett pontot. Döntetlen született a MÚE elleni találkozóján is, azonban ezt később a MÚE visszalépése miatt törölték, és 0–0-s gólkülbséggel, BTC-győzelemként írták jóvá. (A MÚE az FTC elleni 5–1-es vereségét követően lépett vissza a bajnokságtól, ezért minden őszi eredményét törölték, a győzelemért járó két pontot 0–0-s gólkülönbséggel az ellenfeleknek adták.)
A gólkirály ismét a labdarúgástól fokozatosan eltávolodó Manno Miltiades lett annak ellenére, hogy a szezon csaknem felét jobbfedezetként játszotta. A magyar sport „görögje” 1901 karácsonyán jelentette be, hogy felhagy a labdarúgással és  a kerékpározással, csak gyorskorcsolya- és evezős versenyeken kívánt indulni. Természetesen a labdarúgás-kedvelő közönség nem hagyta „drága Miltijét” és levelekkel bombázta mind a kiváló labdarúgót, mind a BTC csapatát. Manno visszatért a pályára ugyan, de csak a tavaszi szezonban játszott középcsatárt.

## A bajnokság

### Csapatok
A második hivatalos magyar labdarúgó-bajnokság első osztályának csapatai és játékosai. Zárójelben az ismert bajnoki mérkőzések számát jelöltük.
A bajnok BTC csapata
Rapos Béla (4) – Rudolf Wagner (osztrák) (5), Skrabák István (7) – Lucius Károly (7), Ordódy Béla (7), Ujváry (Cseh) Ödön (4) – Buda István (7), Róka János (5), Manno Miltiades (7), Hajós Alfréd (7), Fey Viktor (4).
Játszott még: Bádonyi Gyula (1), Blazsek Ferenc (3), Cservenka Sándor (3), Oláh Károly (2), Riedl Emil (2), Kakas Gyula (1), Stobbe II Kálmán (1).
Az ezüstérmes FTC csapata
Fritz Alajos (3) / Procskó Mihály (3) – Berán József (4), Fekete Leó (5) – Koltai József (6), Gorszky Tivadar (4), Bródy Sándor (5) – Braun Ferenc (6), Feketeházy Tibor (5), Pokorny József (7), Kovács Géza (4) / Szabó Márton (4), Borbás Gáspár dr. (5).
Játszott még: Horn Lajos (3), Horváth Ferenc (3), Weinber József (3), Schwartz Arnold (2), Mertl Ferenc (1), Novotny Géza (1), Weisz Ferenc (1).
A bronzérmes 33 FC csapata
Depold László, Dömötör Károly, Eichinger Károly, Freuchtmann Vilmos, Gillemot Ferenc, Haraszti Károly, Helmich Miksa, Kiss Gyula, Lill Erik, Lill Kálmán, Lindner Ernő, Lindner Imre, Ludwig Kálmán, Martin Ferenc, Spitz Dezső, Steiner Bertalan, Weisz Mór, Zsidó Lajos.
A 4. helyezett BSC csapata
Bienenstock Salamon, Biny Károly, Böde Sándor, Boros Pál, Csóki Emil, Dinits Károly, Fülöp Gyula, Hevesi Sándor, Juhász Jenő, Kertész Hermann, Klein Jenő, Oláh Károly, Perl György, Sajó Emil, Schaffer Imre, Seybold, Steiner Rezső, Szedlyák József, Vidor, Weidlinger Andor.
Az 5. helyezett MÚE csapata
Aschner Jakab, Aschner Lipót, Balló Károly, Békés Pál, Bodor Ödön, Fehéry Ákos, Fischer Sámuel, Friedmann József, Géber Adolf, Halmay Zoltán, Herczeg Béla, Hoffmann Kornél, Kiss Gyula, Péczeli Andor, Pozsonyi Imre, Ray Ferenc, Relle Pál, Sábián Jenő, Stanley, Steiner Bertalan, Steiner Lajos, Vörös Lajos.

### A végeredmény
| #  | Csapat  | M | GY | D | V | G+ – G– | GK  | P  | Megjegyzések |
| -- | ------- | - | -- | - | - | ------- | --- | -- | ------------ |
| 1. | BTC (B) | 8 | 7  | 1 | 0 | 31–4    | +27 | 15 | Bajnokcsapat |
| 2. | FTC     | 8 | 4  | 1 | 3 | 14–13   | +1  | 9  |              |
| 3. | 33 FC   | 8 | 3  | 3 | 2 | 11–12   | −1  | 9  |              |
| 4. | BSC (K) | 8 | 2  | 0 | 6 | 4–33    | −29 | 4  | II. osztály  |
| 5. | MÚE     | 8 | 1  | 1 | 6 | 7–5     | +2  | 3  | Visszalépett |

Forrás: Mező Ferenc: Futball-adattár ISBN 963 7543 58 9 
A rangsorolás alapszabályai: 1. összpontszám, 2. egymás elleni eredmények összpontszáma, 3. gólkülönbség, 4. szerzett gólok száma.
(B): Bajnokcsapat, (K): Kieső csapat, (F): Feljutó csapat, (I): Kupainduló, (R): A rájátszás győztese, (KGY): Kupagyőztes

### Eredmények
| Hazai \ Vendég1 | 33    | BSC  | BTC | FTC | MÚE   |
| 33 FC           |       | 2–0  | 2–2 | 2–1 | 1–1   |
| BSC             | 3–1   |      | 1–8 | 0–4 | n.j.2 |
| BTC             | 2–0   | 10–0 |     | 5–1 | 2–0   |
| FTC             | 3–3   | 3–0  | 0–2 |     | 5–1   |
| MÚE             | n.j.2 | 5–0  | 1–1 | 1–2 |       |

Forrás: Mező Ferenc: Futball-adattár ISBN 963 7543 58 9 
1A hazai csapatok a bal oldali oszlopban szerepelnek.
Színek: Zöld = hazai győzelem; Sárga = döntetlen; Piros = vendéggyőzelem.
Az amatőr időszakban (1901–1926) a csapatok a rövidített nevüket használták.
2nem játszották le, mivel a MÚE visszalépett. A mérkőzésért járó 2 pontot 0–0-s gólkülönbséggel az ellenfelek kapták. Az FTC–MÚE-mérkőzés 5–1-es eredményét törölték. 
 

### Osztályozók
Az 1902-es szezonban is osztályozókon kellett eldönteni azt, hogy mely csapat maradhat, illetve juthat fel az I. osztályba. A szabályok értelmében az I. osztály utolsó két helyezett csapatának kellett összemérnie az erejét a másodosztály első két helyen végzett csapatával. Mivel az utolsó helyezett MÚE visszalépett, ezért a BSC mellett a bronzérmes 33 FC-t kötelezték az osztályozó mérkőzések lejátszására.
| 1. csapat | Eredmény | 2. csapat |
| --------- | -------- | --------- |
| 33 FC     | 2–2      | MTK       |
| Postás SE | 2–0      | BSC       |

Döntetlen esetén a szabályok értelmében az első osztályú csapat nyert. A 33 FC az élvonalban maradt, míg a BSC volt ez első tényleges kiesője a magyar I. osztálynak.
Az osztályozót megnyerő Postás SE helyzetet bonyolította az, hogy az időközben elért nemzetközi sikereire hivatkozó MAC kérte az első osztályba történő besorolását, ezért a szövetség újabb osztályozó mérkőzéseket írt ki a II. osztály első két helyezett csapata számára.
| 1. csapat | Eredmény | 2. csapat |
| --------- | -------- | --------- |
| MTK       | 5–1      | MAC       |
| Postás SE | 2–0      | MAC       |

A két vereség ellenére úgy döntött a szövetség, hogy a MAC az első osztályban kezdheti meg a következő bajnoki idényt, majd – hogy a „protekciós” feljutás miatt jogosan zúgolódókat elcsitítsa – megemelte az élvonal létszámát. Így a Postás SE és az MTK mellett feljutott a Törekvés SE is, illetve küzdelem nélkül indulási jogot szerzett a visszalépő MÚE és az 1901-es szezonban visszalépés miatt kiesett MFC is. (Az MFC végül mégsem indult)

### Díjak
- Bajnokcsapat: Budapesti Torna Club (2. bajnoki cím)
- Gólkirály: Manno Miltiades (BTC), 10 gól
- Legjobb játékos: Ordódy Béla (BTC)